# Рене Спаренберґ
Рене Спаренберґ (нід. René Sparenberg, 3 грудня 1918 — 1 липня 2013) — нідерландський хокеїст на траві.
Бронзовий призер Олімпійських Ігор 1936 року.